# Drahtwurm
Als Drahtwurm werden die Larven von Käfern aus der Familie der Schnellkäfer (Elateridae) bezeichnet, zu deren Vertretern beispielsweise der Saatschnellkäfer zählt.
|                                                                                              |                    |
| Drahtwurm – Nahaufnahme des Kopfes                                                           |                    |
| Drahtwurm – Nahaufnahme des Kopfes                                                           |                    |
|                                                                                              |                    |
| Bild 1: Larve von Agriotes lineatus                                                          |                    |
|                                                                                              |                    |
| Bild 2: Larve von Agrypnus murinus                                                           |                    |
|                                                                                              |                    |
| Bild 3: Oberseite                                                                            | Bild 4: Unterseite |
| des Kopfes der Larve von Agrypnus murinus, alle Illustrationen nach Reitter, Fauna Germanica |                    |

Sie sind häufig rund und durch die Panzerung mit Chitin steif und relativ hart, worauf der Name zurückgeht. Sie besitzen drei Beinpaare, kräftige Kiefer und Punktaugen auf der Kopfoberseite (Bild 3). Durch die für jede Art charakteristische Ausformung des letzten Hinterleibssegmentes (Analsegment) (Bild 1, Bild 2) sind sie relativ leicht zu bestimmen. Die Drahtwürmer der im Baummulm lebenden Arten sind karnivor. Sie leben räuberisch von anderen Larven und Maden und können sich auch gegenseitig auffressen. Die im Erdboden lebenden Arten sind Pflanzenfresser (phytophag).
Die Larven einiger Arten dieser Käferfamilie gelten als Schädlinge im Forst, in der Landwirtschaft und im Gartenbau. Sie fressen unterirdisch an den Wurzeln von jungen Pflanzen und Sämlingen. Vor allem in Baumschulen und Pflanzgärten kann es durch den Befall der Larven daher zu empfindlichen Schäden kommen. Bei Wald-Kieferkeimlingen ist der Schaden beispielsweise durch ein Verdorren der Nadeln zu erkennen. Selbst frisch ausgelegte Samen wie beispielsweise Eicheln werden von ihnen gefressen.
In der Landwirtschaft können sie an unterirdischen Pflanzenteilen von Getreide, Mais, Hackfrüchten wie Kartoffeln, Leguminosen große Schäden verursachen. Der natürliche Entwicklungsort für die Schnellkäfer ist Grünland, weshalb sich dort besonders viele Larven finden. Werden Kulturen auf umgebrochenen Grünland angelegt, ist dort in den Folgejahren mit besonders starken Schäden zu rechnen.
Die Fraßschäden der ausgewachsenen Käfer sind dagegen unbedeutend. Die Käfer fressen vor allem junge Laub- und Nadelholztriebe. Fraßspuren sind während der Monate Mai, Juni und Juli zu entdecken.

## Textquelle
- Adolf Horion: Käferkunde für Naturfreunde. Vittorio Klostermann, Frankfurt am Main 1949